# Mefitis
Mefitis (oder Mephitis) ist die italische Göttin der schwefligen und sonstigen übelriechenden Ausdünstungen.
Laut Plinius dem Älteren war ihr Kult vorwiegend in vulkanischen Gebieten bei den Oskern zu finden. Aber auch in Rom gab es einen heiligen Hain dieser Göttin und ein Mefitisheiligtum auf dem Esquilin, wie zum Beispiel Marcus Terentius Varro bezeugt. Der Esquilin diente über längere Zeit als Begräbnisstätte; möglicherweise war deshalb die Luft dort tatsächlich ungesund, ehe Gaius Maecenas seine Gärten dort anlegen ließ. Gegen Ende des 1. Jahrhunderts v. Chr. geriet die Gottheit in Vergessenheit. Nur ihr Name wurde noch, wie Vergil bezeugt, als Appellativum verwendet.
Ausschließlich negativ darf man eine Gottheit der schwefligen Dämpfe nicht sehen, da Schwefel sowohl als Heilmittel gegen Hautleiden als auch als fruchtbarkeitsfördernd angesehen wurde. In den Zeiten, in denen Venus nicht nur als Göttin der Schönheit, sondern auch der Gesundheit angesehen wurde – was etwa im vierten und dritten vorchristlichen Jahrhundert der Fall gewesen sein dürfte –, wurde vermutlich ein Zusammenhang zwischen Venus und Mefitis gesehen; vielleicht kann Mefitis als Vorgängerin der "Gesundheitsgöttin" Venus gelten. 